# Grady Tate
Grady Tate (14. ledna 1932 Durham, Severní Karolína, USA – 8. října 2017, Manhattan, New York, New York) byl americký jazzový bubeník.
V roce 1963 se přestěhoval do New Yorku, kde se brzy stal členem skupiny Quincyho Jonese. Později šest let působil v televizním pořadu Johnnyho Carsona. V roce 1981 hrál při benefičním koncertě dua Simon & Garfunkel v newyorském Central Parku. Vydal rovněž několik alb a spolupracoval s dalšími hudebníky, mezi které patří Lalo Schifrin, Ben Webster, Charles Mingus, Illinois Jacquet nebo Milt Jackson.